# Мордовченко, Николай Иванович
Никола́й Ива́нович Мордо́вченко (1904, Рязань — 13 января 1951, Ленинград) — советский литературовед, историк, пушкинист. Доктор филологических наук, профессор. Член Союза писателей СССР.

## Биография
Николай Иванович Мордовченко родился в Рязани в 1904 году, по окончании средней школы в 1921 году поступил в Рязанский институт народного образования, на историческое отделение. С 1925 по 1929 годы учился на словесном отделении Высших государственных курсов искусствоведения при Ленинградском государственном институте истории искусств. Во время учёбы в Рязани и в Ленинграде работал библиотекарем, в 1927 году опубликовал первую научную работу «К библиографии С. А. Есенина» (Рязань, 1927 год). С 1934 года работал старшим научным сотрудником в Институте русской литературы АН СССР (Пушкинский Дом), одновременно преподавал в Ленинградском институте философии, истории, лингвистики и литературы (ЛИФЛИ), Ленинградском государственном университете.
В 1938 году защитил кандидатскую диссертацию по теме «Очерки по истории русской журналистики 30-х годов XIX века». В 1948 году — докторскую по теме «Русская критика первой четверти XIX века». С 1949 года — профессор, заведующий кафедрой русской литературы в Ленинградском университете. На собрании 5 апреля 1949 года по «проработке» учёных-филологов университета в рамках кампании «борьбы с космополитизмом» стал единственным, выступившим в их защиту.
Автор множества научных работ по русской литературе XIX века, среди его главных тем — Пушкин, Гоголь, Лермонтов, Белинский, декабристы. Лауреат Премии имени Белинского (1953, посмертно).